# جمعة علي
جمعة علي (بالإنجليزية: Juma Othman Ali)‏ هو سياسي تنزاني، ولد في 10 مارس 1950. حزبياً، نشط في حزب الثورة ‏. وقد انتخب عضو الجمعية الوطنية لتنزانيا.